# سینما روستاولی
سینما روستاولی (گرجی: კინოთეატრი რუსთაველი) یک سینما در شهر تفلیس، گرجستان است.
این سینما که در سال ۱۹۳۹ تأسیس شده دارای یک سالن به ظرفیت ۴۱۵ نفر می‌باشد.